# Zemrën e lamë peng
Zemrën e lamë peng (svenska: hjärtan fångade i tiden) var låten som representerade Albanien vid Eurovision Song Contest 2008 i Belgrad, Serbien. Låten sjöngs av Olta Boka och valdes den 16 december 2007 genom Festivali i Këngës 46.
Låten framfördes med startnummer 6 i den andra semifinalen. Där fick bidraget 67 poäng, vilket räckte till en 9:e plats av 10:e finalplatser. Detta innebar Albaniens första finalplats sedan år 2005.
Vid finalen framförde Boka sitt bidrag från startnummer 3. Hon fick 55 poäng vilket räckte till en 17:e plats, vilket fortfarande idag är Albaniens tredje bästa resultat hittills sedan Albaniens femteplats 2012. 
Israels artist vid samma tävling av Eurovision, Boaz Mauda, gjorde en hebreisk cover på låten med titeln שער" ליבך".